# Joe Sciacca
Joe Sciacca (* 19. Juli 1976 in Zürich) ist ein italienisch-schweizerischer Sänger, Songwriter, Gitarrist und Produzent. Er ist der Gründer des unabhängigen Plattenlabels SpareTracks und tritt solo und als Session-Gitarrist bei anderen Bands auf.

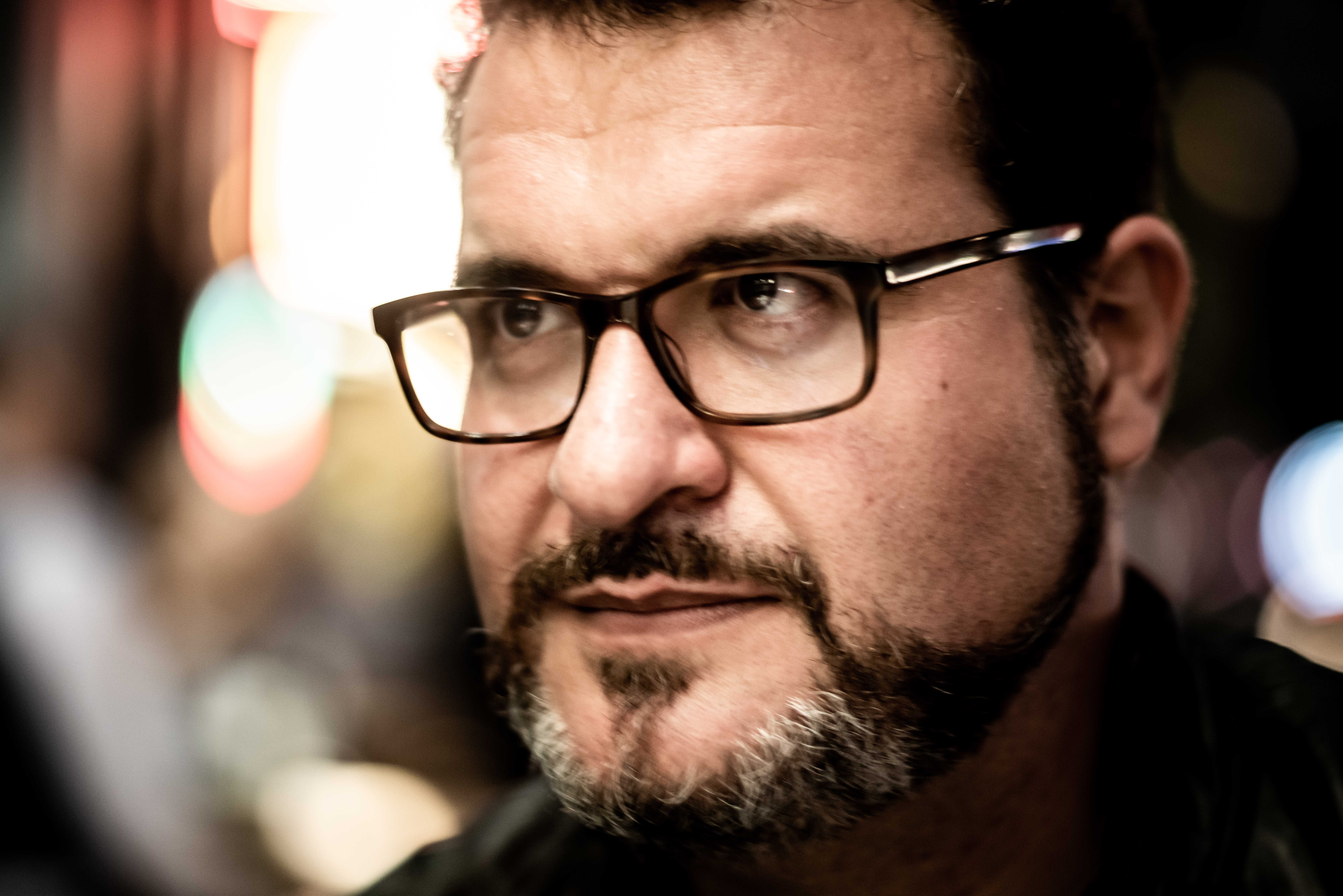

## Leben
Während der Schulzeit hatte Sciacca Gesangsunterricht. 1991 begann er Gitarre zu spielen. Nach den ersten musikalischen Gehversuchen trat er als Jam-Gitarrist in der Zürcher Musikszene auf. Es folgten Konzerte mit unterschiedlichen Bands. Erste kleine Bekanntheit kam mit der Metalband Tanelorn, die als Local Support von namhaften Bands wie Savatage, Blind Guardian, Survivor spielte.
2002 verließ Sciacca die Band, um einen Weg als Solokünstler einzuschlagen. Er gründete das Label SpareTracks und produzierte ein Album. 2007 veröffentlichte er sein erstes eigenes Album Brand New Day mit Ralf Gustke (Schlagzeuger), Marc Ebermann (Bassist) und Lothar Kosse (Gitarrist). Das Album wurde von Matthias Heimlicher produziert.
2007 und 2008 hatte er Auftritte in Clubs und bei Festivals als Session-Lead-Gitarrist unter anderem für Larry Norman und Warrnambool.
2009 produzierte er für die Single-Auskopplungen Everybody’s Trying und What You Do To Me (feat. Dania König) zwei Musikvideos. 
2015 produzierte er die erste Single-Auskopplung Back to the Start vom späteren Album Heart in a Cage, Sciaccas erste Piano-Komposition. 2017 veröffentlichte er die Single Beyond Dreams und das Album Heart in a Cage, ein Konzeptalbum über die Sehnsucht nach Erlösung vom menschlichen Zustand. Das Album wurde von weitgehend Joe Sciacca selbst produziert. Bei dem Album mitgespielt haben Kenny Aronoff (Schlagzeug), Tim Pierce (Gitarren auf dem Track Change), Lothar Kosse (Gitarren auf Forever), Heiko Freund (Gitarren auf dem Track Tonight The Stars).

## Diskografie

### Alben
- Brand New Day (2007)
- Heart in a Cage (2017)

### EPs
- Kleine Wolke (2021)

### Singles
- Everybody's Trying (2009)
- What You Do To Me (feat. Dania König) (2009)
- Back to the Start (2015)
- Beyond Dreams (2017)
- Change (2017)
- Heart in a Cage (2018)
- Forever (2019)
- Another Man's Wife (2019)
- Solitude (2019)
- Neues Leben (2023)